# Ally Coulibaly
Pour les articles homonymes, voir Coulibaly.
Ally Coulibaly, né le 1er janvier 1951 à Niéméné (Dabakala) en Côte d'Ivoire, est un homme politique et journaliste ivoirien.
Il est ministre de l'Intégration africaine de 2012 à 2020 dans le gouvernement Kouadio-Ahoussou, reconduit dans le gouvernement Kablan Duncan IV, puis reconduit dans les gouvernements Coulibaly I et II. 
Le 20 mars 2020, il est nommé ministre des Affaires étrangères par intérim et prend ses fonctions le 24 mars. Il reste en fonction jusqu'à la fin du gouvernement en mars 2021.
Coulibaly est ensuite conseiller spécial du président Alassane Ouattara.
En octobre 2023, il est nommé grand chancelier de l'ordre national.

## Biographie
Il obtient son diplôme supérieur de journalisme à l'université de Dakar en 1975.

## Parcours professionnel et politique
D’abord rédacteur en chef adjoint à la Radiodiffusion télévision ivoirienne (RTI) en 1972, Ally Coulibaly en devient le rédacteur en chef de 1980 à 1983. Il va ensuite occuper les postes de directeur de l'information à la RTI de 1983 à 1987, puis directeur de l'information à la télévision de 1987 à 1990. Il est par ailleurs Président de la section ivoirienne de l'Union internationale des journalistes et de la presse de langue française (UIJPLF) de 1986 à 1991. Par la suite, il est promu au poste de directeur central de la télévision (RTI 1 et RTI 2) qu'il occupe de 1990 à 1991, avant de devenir directeur général de la RTI et directeur de la première chaîne de la télévision de 1991 à 1994.
Il entame sa carrière politique en devenant député à l’Assemblée nationale de décembre 1994 à décembre 1999. Entre mars et décembre 2010, il est conseiller spécial du Premier ministre de Côte d'Ivoire. Nommé ambassadeur de Côte d’Ivoire en France le 25 janvier 2011, Ally Coulibaly est également ministre de l'Intégration africaine et des Ivoiriens de l’extérieur du 4 juin 2012 à mars 2020, puis ministre des Affaires étrangères par intérim du 24 mars 2020 au 24 mars 2021. En octobre 2023, il est nommé grand chancelier de l'ordre national,.

## Décorations
- Chevalier de l'ordre national du Mérite (France)
- Chevalier de l'ordre du Mérite sportif[8]
- Commandeur puis grand chancelier de l'ordre national ivoirien[6],[5]
- Commandeur de la Légion d'honneur (France)